# 北崎未来
北崎 未来（きたざき みく、1981年11月1日 - ）は、日本のAV女優。ツートッププロ（ロータスグループ）所属。
身長:154cm。スリーサイズ:B82(C-65)・W59・H83。

## 略歴・人物
2005年にAVデビュー。
公式ブログにて、2008年12月一杯でAV女優を引退することを発表。
公式ブログを2009年6月22日より再開。その中で現場復帰する意向を表明した。

## アダルトビデオ作品

### 単体作品
ダブル主演含む。
- ギャルOL陵辱中出し（2005年8月18日、KIプランニング） ※「喜多嶋未来」名義[要出典]
- 胎内淫受精（2005年10月29日、十式） ※「北崎久美」名義[要出典]
- 若妻の戯れ No4 （2006年5月26日、エチュード）
- 覚醒M女 2（2006年8月25日、アルファーインターナショナル）[要出典]
- 人妻熟女 母と娘の禁戒授業（2006年11月22日、SSV）共演:大城真澄
- Leg Fetish（2007年2月21日、ブイショック）共演：楓　※「北埼未来」名義
- 牝犬のうた 5 北崎未来（2007年3月6日、アートビデオ）
- トランス女子校生のダンスパフォーマンス 1（2007年9月15日、未来・フューチャー）共演:伊吹ゆうな
- エロ汁！女子校生ダンス 1（10月19日、映天）共演:伊吹ゆうな
- AV女優の美熟女･お姉さんが素人くんとエッチなこと!（2007年10月25日、P☆MAX）
- 緊縛達磨フィスト イキ地獄（2007年11月1日、コア）
- レズダンス ファッカー 1（2007年11月25日、ジャネス）共演:蛯原みなみ
- 覚醒M女（2008年4月22日、アルファーインターナショナル）
- きれいなエロ舌ザーメンお姉さん（2008年4月18日、映天）
- 妄想 SMクラブコレクション #1（2008年5月19日、AVS）
- 僕の近所のミニスカお姉さんは…（2008年7月28日、デジタルアーク）
- 若妻の匂い143 （2008年9月5日、光夜蝶）
- 旦那の前では妻として今、この瞬間は女として… まりこ （若妻の匂い143の新装版）　※「まりこ」名義
- 艶妻不倫ノ湯 14 （2008年12月5日、ゴーゴーズ。のちに無修正版が流出）
- ワンダフルワイフ WW-05 (2010年2月19日)　※「美紀」名義
- ウーマンインサイド62　（2010年2月）　※「清水由梨」名義、28歳設定
- 特選三十路妻～若妻の甘い蜜～vol.8 （2010年10月20日、笠倉出版社） 共演：立花みずき

### 複数出演作品、オムニバス

#### 2005年
- 素人モデル極エロオーディション（9月16日、アリスJAPAN）他出演:木下千夏、聖なな、藤倉あすか、友美沙羅、山田ゆみ、川崎るい、神谷陽子、あずま樹
- SODグランドキャットファイトGP（10月6日、SODクリエイト）共演:白山ゆり、山崎かすみ、椎名愛美、真田優貴、聖瑛麻、松村かすみ、山口ルウ
- 制服!! すっちーおーえるなーすめいど（11月25日、TMクリエイト）他出演:水沢ダイヤ、青山まゆ、舞乃るあ
- マジックミラー号 逆ナンパ 生中出し編 1（12月21日、SODクリエイト）共演:杏野みつ、上野ゆり

#### 2006年
- Mansuji Dance Battle VOL6（1月19日、BODY）共演:島谷りか、沢口ミカ
- 超能力ハイスクール パート2 転校生はハレンチエスパー! 学園パンチラ♥ウォーズ（1月4日、V&Rプロダクツ）共演:笠原ひとみ、桃井りか、二岡ゆり、薫まい、倉木ゆり、三井真希、浅倉純、河中彩乃、赤西さやか、柚原まこと、白谷麻由香、白雪愛、川平さつき、蓬条るる
- 僕が女子○○部の監督になった! 女子水泳部編（1月19日、V&Rプロダクツ）共演:笠木彩花、上野ゆり、美神かおり、夢琴乃、星野なつ、山口ルウ、柴田ゆな
- 念願の○○になった! 病院院長編（2月4日、V&Rプロダクツ）共演:柴田ゆな、国分まこ、二岡ゆり、姫宮ラム、笠原ひとみ、春うらら、大塚桃、新田梨紗  他
- 放送できないワイドショー番組 VOL.3 ウィークエンドオーティス!（2月4日、オーティス）共演:片瀬渚、泉まりん
- リモコン角オナニー 2（3月11日、OFFICE K'S）他出演:片瀬渚、安倍千夏、平井優、泉まりん
- 女子校生痴女学園 3（5月4日、タカラ映像）共演:長谷川ちひろ、真鍋あや、片瀬渚、早乙女みなき、上野ゆり、眞雪ゆん、柴田ゆな
- 第1回 お色気ムンムン ソフト・オン・デマンド専属MC（司会者）発掘オーディション!!（5月18日、SODクリエイト）共演:早乙女みなき、ミュウ、日高ゆりあ、小林かすみ、美咲ゆりあ、倖田李梨、山口真理、瀬名えみり、玉置マリア
- ハーレム女学園 魅惑のモテまくり学園生活編（11月1日、MOODYZ）共演:田中梨子、早乙女みなき、泉まりん、名波ゆら 他

#### 2007年
- キャバナン・ゲット 9（2月10日、グローリークエスト）共演:松坂みるく
- LOVE CONPA 酔っぱらったお姉さんは好きですか……。（2月28日、ゴリラプロジェクト）共演:片桐なお、川村凛
- オゲオゲ（乱）痴気ダンス（3月19日、スタイルアート）…共演:蒼月ひかり、吉川ゆい、若槻めい、山吹センリ
- 人妻の情事 9 夫以外の男に中出しされた妻たち（5月12日、隼エージェンシー）他出演:一ノ瀬カレン、安住涼子、川村カンナ、城本久美
- 美脚中出し4（5月12日、隼エージェンシー）他出演:灘ジュン、山城美姫、城本久美、加藤ツバキ、栗原まあや、春名えみ、夏芽涼
- 変態恥療院（5月18日、クリスタル映像）共演:南原香織、春うらら　他出演:ほしあいな、楠木ももこ、安藤なつ妃、春さくら、甘井みかん
- 私は痴女 姦淫燃焼（5月18日、クリスタル映像）他出演:若林樹里、山吹センリ、斉藤舞、速水怜、中條美華
- 淫乱お姉さまたちのちんぽこ逆凌辱（5月19日、ドグマ）…共演:倖田李梨、春うらら
- ローションフェチダンス 1（6月15日、ジャネス）他出演:長瀬あずさ、神田ねおん、花山葵、宮崎果歩、松村かすみ、あいら、瞳れん、吉川ゆい
- 中出しされた人妻たち 第5章（6月19日、ミスター・インパクト）他出演:松野ゆい、姫野りむ、朝霧かすみ 、優木さくら
- SOD世の為お助け企画 アナル派遣社員がイク!!（6月21日、SODクリエイト）…共演:夏芽涼、川本凛、神谷まり、筒咲マナ
- 生唾液ベロフェラ艶唇レズビアン 2（6月29日、アルファーインターナショナル）…共演:月嶋ななか、川本凛、早乙女みなき、つゆの優、山吹センリ
- 激怒服従 2（6月29日、アルファーインターナショナル）他出演:つゆの優、月嶋ななか、川本凛、神田つばき
- アナル全開! レズダンスバトル!! 1（7月5日、ジャネス）共演:瞳れん 他出演:鈴木真美、吉川ゆい、長瀬あずさ、あいら、小柳さつき、水樹セイラ、花山葵、宮崎果歩
- 酔狂伝 10（7月13日、クリスタル映像）共演:南原香織、紺乃すず　他出演:南空ゆい、宝生真奈美、今仲あき、東あき、大久保伶、古内あいこ、桜庭彩
- オゲエロ女の挑発ダンス 2（8月25日、未来・フューチャー）他出演:宮崎果歩、瞳れん、早乙女みなき、早咲香苗、あいら、花山葵、小柳さつき、鈴木真美 他
- パンストオナニー 1（9月15日、ジャネス）他出演:みずなあんり 他
- ギャルのニーソックス 2（10月1日、フリーダム）他出演:笠木あやか、名波ゆら、中山りお、椎名あみ、真咲ぴい子
- BLACK PARTY HARDCORE 黒人、レズ、潮吹き、乱交。（11月7日、プレミアム）共演:瀬咲るな、泉まりん、つゆの優
- キスマニア vol.4（11月19日、ミスター・インパクト）他出演:つゆの優、加瀬あゆむ、伊沢千夏、Rico 他
- オナニスト [第十九章]（12月8日、隼エージェンシー）他多数出演
- 感じる女の表情と腋の下（12月19日、BRAVO）他多数出演
- [マン毛まる出し!][アナル全開!]無○正ダンス 4（12月25日、ジャネス）他出演:蛯原みなみ、宮崎香穂

#### 2008年
- ハレンチ病院 メメコを診れば全ては判る（2月22日、クリスタル映像）共演:小西真愛、花咲もも、佐伯奈々、川瀬七夏、芹沢まりえ、名波ゆら
- 美砂の自由研究 お尻たたきの歴史（2月22日、三和出版）他出演:小西真愛、佐伯奈々、名波ゆら、川瀬七夏、花咲もも
- 強制連続抜き地獄4 お姉さんに一日中抜かれ続けてみませんか 2（2月25日、アロマ企画）共演:名波ゆら
- ハーレム・オブ・アマゾネス外伝 美しき淫女たちのレズと乱交の宴（3月7日、プレミアム）…共演:春名えみ、蒼月ひかり、我那覇レイ、七瀬たまき、会沢みずほ、小坂ルリ、丸山茜、那月りの、響みりあ、浜名優
- もしもアナタが…こ～んなエロいおネェさまたちが住む集合住宅に引っ越したら?（3月13日、カルマ）共演:風間ゆみ、坂本梨沙、牧野遥、天海ゆり、ささきふう香、藤咲飛鳥、大越はるか、渡辺弓絵、上原優
- 七匹の雌 究極爆撃野外フィスト（4月7日、アタッカーズ）共演:春うらら、大石ひとみ、藤谷リリ、星沢マリ、椎名あこ、つゆの優
- LOTION（4月30日、フォーエバー）共演:高坂保奈美、水野優
- 七匹の雌 二穴拷問爆撃フィスト（5月7日、アタッカーズ）共演:春うらら、星沢マリ、大石ひとみ、藤谷リリ、椎名あこ、つゆの優
- SEX WIFE -素人人妻モデルズ3-（5月25日、h.m.p）共演:高倉梨奈 他出演:堀口奈津美、春野麻絢
- 日常のえっちな!イタズラ（7月13日、MOODYZ）他出演:橘ゆめみ、新垣ありな、小春、宮崎あい、真壁まこ、観月さな、水野さやか
- 女の集団にパンツを脱がされチンポ見られちゃいました。2 下着メーカー編（9月7日、プレムアム）…共演:清原りょう、椎名りく、凛花
- イッたら負けよ! なめ犬シックスナイン一本勝負（9月19日、映天）他出演:雪野ひかる、中村綾乃、工藤れいか、名波ゆら
- 闇営業のフル勃起エステ 4（9月20日、ホットエンターテイメント）共演:坂本梨沙、鮎川詩音
- どこでも羞恥レズ痴漢 3（10月20日、ピーターズ）共演:小峰由衣、常夏みかん
- 拷問緊縛 美人妻アナル陵辱（11月15日、フォーエバー）他出演:佐野ともか
- 生姦・中出し極上素人娘 アタックマン ビン勃ちチ●ポでヤリまくれ!!（12月4日、ヒビノ）他出演:響みりあ ほか

#### 2009年
- 学校指定医師より投稿 小児科医師 中○生・○校生猥褻治療映像 2（1月25日、レッド）他出演:鈴木千里、水野さやか、涼宮ラム、泉まりん、桜庭彩、夏芽涼、伊吹ゆうな、琴野まゆか ほか
- 天才痴女! 寸止めザーメンクリニック 上巻（3月6日、映天）共演:愛乃彩音
- ぬるぬる大作戦 2（3月6日、ぬるぬる大作戦）他出演:高坂保奈美、亜佐倉みんと、牧野遥
- 天才痴女! 寸止めザーメンクリニック 下巻（3月20日、映天）共演:愛乃彩音
- 美熟女モラル粉砕! 監禁・レズ・緊縛（6月16日、スターゲート）共演:翔田千里、白石このみ 他出演:坂上友香
- 集団20人で2回連続ヌキする女たち（7月1日、V）共演:白川るり、涼宮ラム、桜庭彩、愛梨沙、秋月まひる、夏芽涼、鈴木千里、緋村由衣、上原まみ、ミカ、伊吹ゆうな、響みりあ、つゆの優 ほか
- JAPANESE PARTY HARDCORE 7（7月7日、プレミアム）共演:春名えみ、工藤れいか、緋村由衣、佐伯奈々、蒼月ひかり、鈴木千里、青山ひな、桜井エミリ、上原まみ、月島愛 ほか

他多数

## 写真集
- うごめく興奮 セレブ妻 （シャッフル）